# احمد هومن

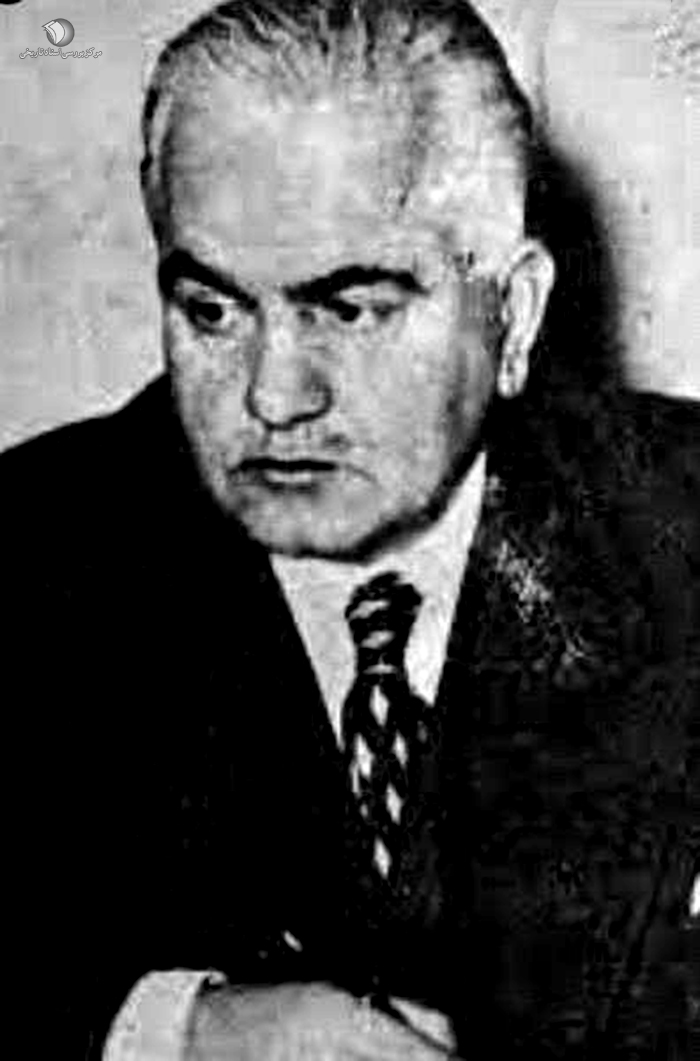
دکتر احمد هومن، رئیس کانون وکلا در سال ۱۳۴۷

احمد هومن (۱۲۸۸ در تهران – ۱۳۷۴ در تهران) حقوق‌دان و سیاستمدار ایرانی بود. او مدتی معاون نخست‌وزیر و سرپرست وزارت دربار بود. او برادر محمود هومن است.

## زندگی
پدرش حاج رضا قلی خان از اصناف معتبر تهران بود. تحصیلات مقدماتی را در مدارس جدید گذراند. سپس وارد دارالفنون شد و دیپلم گرفت. بعد موفق به اخذ لیسانس از مدرسه عالی حقوق شد. مدتی در فارس مشغول دبیری بود. سپس در دادگستری استخدام شد و به صورت بورسیه، برای ادامه تحصیل به اروپا رفت. در پاریس در رشته حقوق دکترا گرفت.
در ۱۳۱۷ به ایران بازگشت. اولین شغل قضائی وی ریاست دادگاه جنحه بود. بعد به دادستانی تبریز منصوب گشت و حدود یک سال در آن سمت بود. سپس به تهران منتقل شد و مجید آهی وزیر دادگستری وقت، او را به دادستانی تهران منصوب کرد. بیش از سه سال دادستانی تهران را بر عهده داشت. پس از آن ریاست دادگاه اعاده دادرسی را بر عهده گرفت.
هومن از ۱۳۲۲ در کنار شغل قضائی به فعالیت‌های سیاسی دست زد. عضو حزب عدالت شد و سردبیری روزنامه ندای عدالت را بر عهده داشت که ارگان این حزب بود. در همان موقع به استخدام دانشگاه تهران درآمد و به تدریس حقوق روستائی در دانشکده کشاورزی پرداخت. او به همراه سرلشکر حسن ارفع، رئیس وقت ستاد ارتش و سرتیپ دیهیمی و چند افسر دیگر حزبی پایه‌گذاری کردند که فعالیت‌های ناسیونالیستی داشت.
هومن در ۱۳۲۸ به عضویت هیئت تصفیه کارمندان دولت درآمد. هیئت مزبور قریب هزار پرونده را مورد مطالعه و مداقه قرار داد و کارمندان را به سه دسته تقسیم کرد: عده‌ای ذیل بند (الف) قرار گرفتند، یعنی در دستگاه دولت وجود آن‌ها ضروری است. دسته‌ای در بند (ج) قرار داده شدند، یعنی بایستی از خدمت دولت برکنار شوند. بند دیگری نیز به نام بند (ب) وجود داشت که دولت در ابقاء یا اخراج آن‌ها مخیر بود. تصمیمات هیئت تصفیه کارمندان دولت در اوایل دوره نخست‌وزیری رزم‌آرا اعلام شد. چون اکثر رجال و نمایندگان مجلس در بند (ج) قرار داشتند، سر و صدای زیادی بلند شد. عده‌ای به طرفداری هیئت و دسته‌ای به مخالفت با لیست پرداختند. سردار فاخر حکمت، رئیس مجلس شورای ملی در لیست بند (ج) بود و بنابراین رهبری مخالفین را به عهده گرفت. سرانجام مجلس تصمیمات هیئت تصفیه را باطل کرد و در نتیجه هومن لطمه زیادی دید و چه مطبوعات و چه نمایندگان مجلس او را به باد انتقاد و افترا گرفتند، ولی در هر حال جان سالم به دربرد.
هومن در ۱۳۲۹ در کابینه علی منصور به معاونت نخست‌وزیری و ریاست تبلیغات منصوب شد. رزم‌آرا او را برکنار کرد و هومن مدتی بیکار ماند تا اینکه به معاونت وزارت دربار منصوب شد. در اسفند ماه ۱۳۲۹ که حسین علاء وزیر دربار به نخست‌وزیری منصوب شد، هومن سرپرستی وزارت دربار را بر عهده گرفت. ولی پس از بازگشت علاء به دربار، کماکان معاونت را داشت.
پس از ۱۳۳۲، هومن شغل وکالت دادگستری را در پیش گرفت. او به عنوان حقوق‌دانی برجسته ، به جامع بین‌المللی راه یافت. پس از استعفای آقا سیدهاشم وکیل، یک دوره چهار ساله ریاست کانون وکلای دادگستری را عهده‌دار بود. او در جوانی به گروه فراماسونی پیوست. نام خانوادگی هومن قبلاً «بسیجی» بود. وی در سال ۱۳۷۴ در تهران درگذشت.